# Heteropoda boiei
Heteropoda boiei là một loài nhện trong họ Sparassidae.
Loài này thuộc chi Heteropoda. Heteropoda boiei được Carl Ludwig Doleschall miêu tả năm 1859.